# 小笠原忠真
小笠原 忠真（おがさわら ただざね）は、江戸時代前期の大名、茶人。信濃国松本藩の第2代藩主、播磨国明石藩主、豊前国小倉藩主。贈従三位（1916年）。

## 生涯
下総国古河城に生まれる。徳川秀忠から偏諱を授かって忠政と名乗り、晩年に忠真と名を変えた。慶長20年（1615年）の大坂夏の陣で父と長兄・忠脩が戦死したため、総領家の家督を相続することとなり、信濃松本8万石を領した。また、忠脩未亡人で母方の従妹でもある亀姫を正室とし、亀姫と忠脩の子である長次を養育した。
後に播磨三木明石10万石を経て、豊前小倉15万石に移封された。前小倉藩主39万石の細川忠利は義兄弟である。
島原の乱の際には長崎守備の任を果たした。剣豪・宮本武蔵が最も長く仕えたといわれる。
大名茶人でもあり、同地の茶湯隆盛の基盤を築いた。上野焼の育成に尽力した外、茶人の古市了和を召し抱えて小笠原家茶道古流を興した。
元和5年（1619年）、黄檗宗の開祖隠元隆琦の高弟即非如一を招き、広寿山福聚寺を建立した。
糠漬けを好み、小倉城入封の際にも糠床を持ち込み、城下の人々にも糠漬けを奨励した。現代の小倉においても旧城下の小倉では各家に代々受け継がれた「百年床」という糠床がある。

## 系譜
- 正室：亀姫（円照院） - 徳川家康養女、本多忠政次女
  - 次男：小笠原長安
  - 長女：市松姫（宝光院） - 黒田光之正室
  - 三男：小笠原長宣
  - 次女：嘉禰（兼姫） - 松平頼元正室
  - 三女：鍋姫 - 夭折
- 側室：那須藤 - 永貞院
  - 四男：小笠原忠雄
  - 六男：小笠原真方
  - 四女：千代姫
- 生母不明の子女
  - 長男：坂牧忠増
  - 五男：小笠原長弘
- 養子
  - 姫松 - 小笠原長安娘、松平定長正室
  - 繁姫（齢昭院） - 小笠原忠脩娘、蜂須賀忠英正室

## 参照
1. ↑  “小笠原忠真～戦国最強のサラブレッド！家康が鬼孫と激賞した小倉藩祖”. shuchi.php.co.jp. 2020年2月5日閲覧。